# Антибиоз
Антибио́з (от др.-греч. ἀντι- — против, βίος — жизнь) — антагонистические отношения видов, когда один организм ограничивает возможности другого, невозможность сосуществования организмов, например, из-за интоксикации одними организмами (антибиотиками, фитонцидами) среды обитания других организмов. Случай, когда негативное воздействие направлено лишь в одну сторону, называется аменсализм, обоюдное негативное влияние организмов описывается термином конкуренция.
Антибио́нт — организм, участвующий в антибиозе.
Термин введён микробиологом Зельманом Ваксмэном в 1942 году.
Пример — отношения молочнокислых и гнилостных бактерий.